# Partija (pokrajina)
Partija je povijesna pokrajina u sjeveroistočnom Iranu, a najpoznatija je po tome što je bila političkim i kulturološkim žarištem za vrijeme dinastije Arsakida, vladara Partskog Carstva. Partija je bila upravnom jedinicom (satrapijom) u doba Ahemenidskog Perzijskog Carstva, odnosno kasnije i Sasanidskog Perzijskog Carstva.
Ime „Partija” dolazi iz latinskog Parthia, koje dolazi iz staroperzijskog Parthava, koje je na partskom jeziku bilo vlastito označavanje koje je značilo „od Parta” odnosno „koje pripada Partima”, koji su bili iranski narod.

## Zemljopis
Približne granice pokrajine Partije su zapadna polovica Velikog Horasana. Graniči s planinskim lancem Kopet-Dagom na sjeveru (današnjom granicom Irana i Turkmenistana) i pustinjom Dašt-e Kavir na jugu. Zapadno od nje bila je Medija, Hirkanija na sjeverozapadu, Margijana na sjeveroistoku, te Arija na jugoistoku.
Za vrijeme arsakidske dinastije, Partija je bila zajedno s Hirkanijom (koji je danas dijelom u Iranu, dijelom u Turkmenistanu) sjedinjena u jednu upravnu jedinicu, pa se tu pokrajina često smatra užom Partijom, ovisno o surječju i subjektu.